# I mostri
I mostri (conocida en España como Monstruos de hoy) es una película de comedia a la italiana de 1963, dirigida por Dino Risi, y protagonizada por los actores Ugo Tognazzi y Vittorio Gassman.

## Argumento
La película  se compone de veinte episodios breves, todos protagonizados por los actores Ugo Tognazzi y Vittorio Gassman. En cada uno se ofrece de una muestra tragicómica de los vicios de la sociedad en general, y especialmente de los italianos en los años sesenta, en pleno boom económico italiano.

### Episodios
Todos son protagonizados por Ugo Tognazzi y Vittorio Gassman. Los episodios tienen una duración diversa entre sí, pero comparten un juicio moral sobre la hipocresía y los vicios de la sociedad. Se incluyen historias sobre la corrupción parlamentaria, deportiva, la iglesia, la infidelidad, el boxeo, la homosexualidad, y la educación de los hijos, entre otros temas.
- "L'educazione sentimentale":
- "La raccomandazione"
- "Il mostro"
- "Ven un padre"
- "Presa dalla vita"
- "Il povero soldato"
- "Che vitaccia"
- "La giornata dell'onorevole"
- "Latin Lovers"
- "Testimonio volontario"
- "Me debo orfanelli"
- "L'agguato"
- "Il sacrificato"
- "Vernissage"
- "La musa"
- "Scende l'oblio"
- "La strada è di tutti"
- "L'oppio dei popoli"
- "Il testamento di Francesco"
- "La nobile arte"

## Reparto
- Vittorio Gassman
- Ugo Tognazzi
- Lando Buzzanca
- Marino Masè
- Marisa Merlini
- Rika Dialina
- Michèle Mercier
- Ricky Tognazzi
- Franco Castellani
- Carlo Kechler
- Mario Laurentino
- Nino Nini
- Ugo Attanasio
- Mario Brega
- Luciana Vincenzi